# Gerald Lehner
Gerald Lehner (* 1963 en Bad Gastein, Austria) es un periodista y autor austriaco.

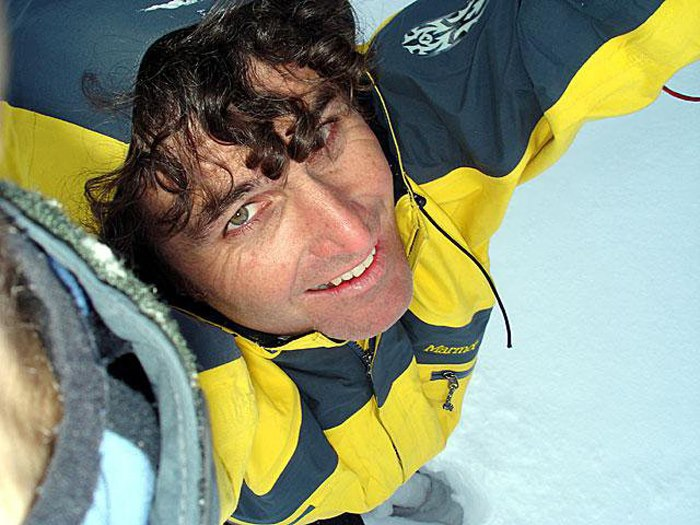
Gerald Lehner en 2017

Lehner estudió ciencias políticas en Salzburgo. Desde 1986 trabaja con el Österreichischer Rundfunk (ORF). Además, hizo contribuciones para periódicos y revistas austriacos y alemanes (profil, Der Standard, Die Zeit y Der Spiegel), así como reportajes de Kurdistán, del Himalaya y del ártico sibiriano.
Llevó a efecto su pasión del montañismo trabajando como técnico y profesor en Nepal para la ONG “Öko Himal”.